# Sture Allén
Sture Allén (Göteborg, 31 december 1928 – 20 juni 2022) was een Zweeds taalkundige. 
Hij was hoogleraar in de computationele taalkunde aan de universiteit van Göteborg van 1972 tot 1993. Hij was lid van de Zweedse Academie sinds 1980 als opvolger van Carl Ivar Ståhle op zetel 3, en was er permanent secretaris van 1986 tot 1999.
Allén overleed na een lang ziekbed op 93-jarige leeftijd.